# Baldomero Espartero

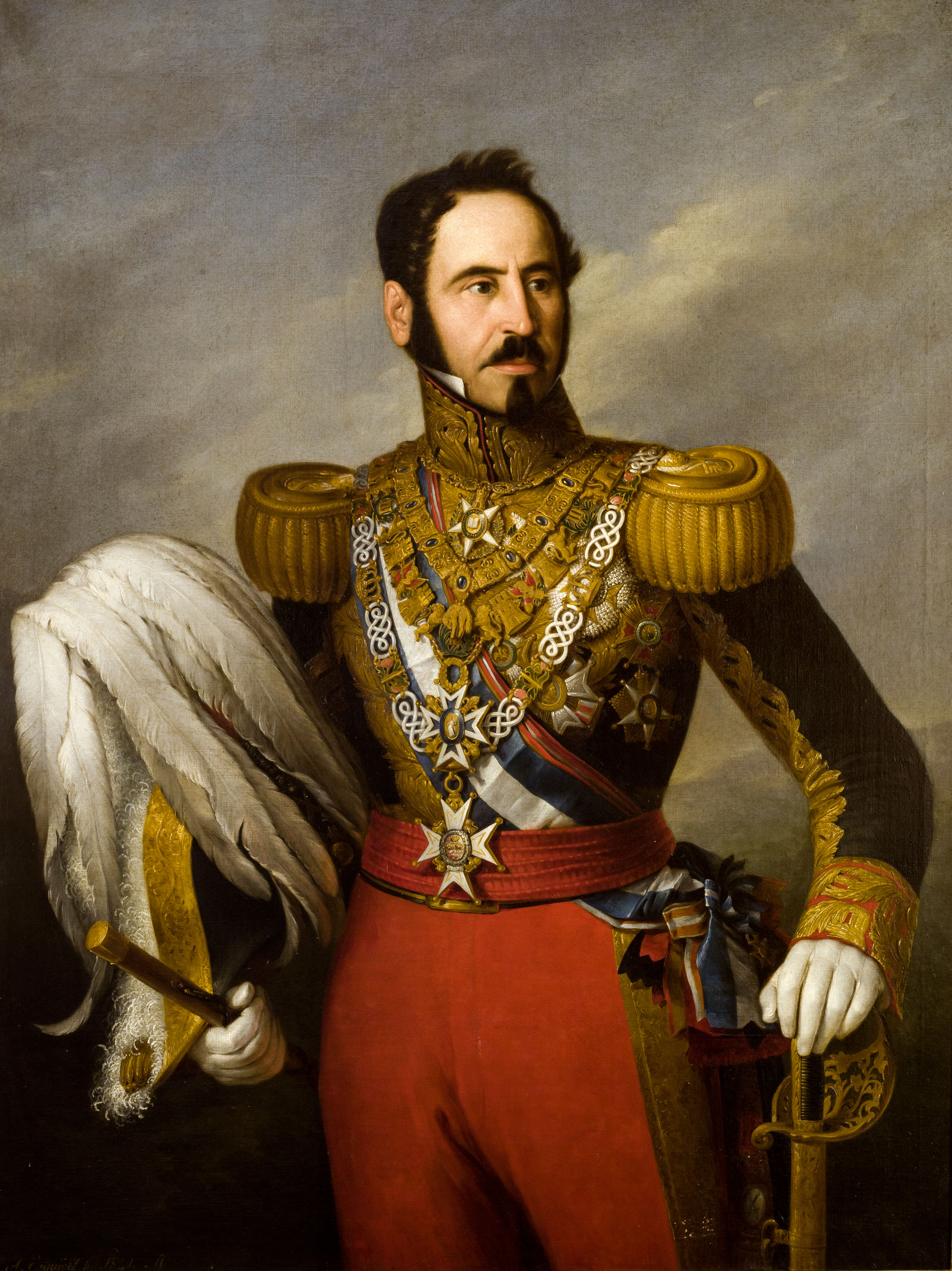
Baldomero Espartero.

Joaquín Baldomero Fernández Espartero Álvarez de Toro, född 27 februari 1793 i Granátula de Calatrava, död 8 januari 1879 i Logroño, var en spansk general och politiker. Han kallades El Pacificador de España eller "Spaniens befriare". 
Efter en lysande karriär i Sydamerika under de spanska koloniernas uppror 1815-24 återvände Espartero till Spanien där han deltog i första carlistkriget 1833–1840 på Isabellas sida mot don Carlos. Han ledde nordarmén i flera framgångsrika slag mot carlisterna och avgörandet kom då han tvingade Carlos underbefälhavare Rafael Maroto att kapitulera vid Vergara 1839. Till belöning för sina insatser gjordes Espartego till grand av Spanien och fick titeln duque de la Victoria ("segerns hertig"). Som ledare av progressisisterna framträdde han nu som politiker och blev 1840 ministerpresident samt 1841 regent och förmyndare för Isabella. Hans fasta och kraftfulla styrelse gav nu Spanien en kort tids lugn, men redan 1843 blev han störtad av en partikoalition av de moderata, progressisterna och republikanerna under Ramón María Narváez och flydde till Storbritannien, övergiven av alla partier. År 1848 återkom han till Spanien och drog sig tillbaka till sina gods, tills han 1854 av framstegspartierna kallades att leda deras regering. Hans försök att samla de sinsemellan oeniga liberala partigrupperna misslyckades dock, och 1856 avgick han från posten som ministerpresident, delvis även på grund av sin krigsminister Leopoldo O'Donnells intriger. Han drog sig nu helt bort från det politiska livet till sina gods. På 1860-talet var han erbjuden att bli regent och till och med påtänkt som kung men vägrade att ställa sig till förfogande. Espartero visade tidvis prov på beslutsamhet och kraft men försjönk därpå i slöhet, möjligen orsakat av sjukdom.